# Ромео и Жулиета (филм, 1936)
„Ромео и Жулиета“ (на английски: Romeo and Juliet) е американска филмова адаптация от 1936 г. по едноименната пиеса на Уилям Шекспир, режисьор е Джордж Кюкор, по сценарий на Талбът Дженингс. Във филма участват Лесли Хауърд като Ромео и Норма Шиърър като Жулиета, и поддържащия актьорски състав включва Джон Баримор, Базил Ратбоун и Анди Дивайн.